# Фредді мертвий. Останній кошмар
«Фредді мертвий. Останній кошмар» (англ. Freddy's Dead: The Final Nightmare) — американський фільм жахів 1991 року, режисера Рейчел Талалай.

## Сюжет
Тут з'ясовуються причини появи духу-нелюда Фредді Крюгера, який з самого початку мститься жителям свого рідного містечка. З дитинства покинутий усіма, Фредді виріс дуже озлобленим. Його крає манія вбивства, і він вбиває дітей, заманюючи їх у стару котельню. Коли суд з формальних причин виносить маніякові виправдувальний вирок, розлючені батьки жертв лінчують його.

## У ролях
| Актор                 | Роль                           |
| --------------------- | ------------------------------ |
| Роберт Інглунд        | Фредді Крюгер                  |
| Ліза Зейн             | Меггі Берроуз                  |
| Шон Грінблатт         | Джон Доу                       |
| Леслі Дін             | Трейсі                         |
| Рікі Дін Логан        | Карлос                         |
| Брекін Меєр           | Спенсер                        |
| Яфет Котто            | Док                            |
| Том Арнольд           | бездітний чоловік              |
| Розанна               | бездітна жінка                 |
| Елінор Донахью        | жінка з притулку               |
| Джонні Депп           | хлопець в телевізорі           |
| Кассандра Рейчел Фрил | маленька Меггі / Кетрін Крюгер |
| Девід Дунард          | Келлі                          |
| Мерлін Рокафеллоу     | місіс Берроуз                  |
| Вірджинія Пітерс      | жінка в літаку                 |
| Стелла Холл           | стюардеса                      |
| Ліндсі Філдс          | Лоретта Крюгер                 |
| Анджеліна Естрада     | мати Карлоса                   |
| Пітер Спеллос         | батько Тейсі                   |
| Тоуб Секстон          | малий Фредді                   |
| Чейсен Шірмер         | юний Фредді                    |
| Майкл МакНаб          | батько Спенсера                |
| Меттью Фейзон         | учитель Спрінгвуду             |
| Вік Воттерсон         | офіцер 1                       |
| Карліс Бурк           | офіцер 2                       |
| Роберт Шей            | Продавець квітків              |
| Воррен Баррінгтон     | поліцейський в укритті         |
| Мел Скотт-Томас       | охоронець                      |
| Джонатан Мазер        | сердитий хлопчик               |
| Френк Каталано        | Various                        |
| Еліс Купер            | батько Фредді                  |
| Джошуа Вайзел         | Фредді                         |

## Цікаві факти
- Джонні Деппа можливо помітити в рекламі, показаної по телевізору. Депп зіграв одного з головних персонажів у першому «Жах на вулиці В'язів» (1984).
- Еліс Купер зіграв батька Фредді.
- Продюсер фільму, Боб Шей, зіграв продавця автобусних квитків.
- Розана і Том Арнольд зіграли бездітну пару.
- Сцени з моменту, коли головна героїня одягає спеціальні окуляри і до того, як вона їх знімає, були зняті в 3-D. У кінотеатрах глядачам видавали спеціальні окуляри, які потрібно було одягнути для перегляду даної сцени.
- Коли фільм вийшов на відео, 3-D сцена була представлена у звичайному форматі. Однак у версії для Laserdisc сцена була зроблена саме так, як її можна було подивитися в кінотеатрі. Дві пари спеціальних окулярів входили в кожен комплект видання фільму на Laserdisc.
- 12 вересня 1991, за день до прем'єри фільму, в Лос-Анджелесі цей день був проголошений Днем Фредді Крюгера.
- Спочатку Пітер Джексон повинен був написати сценарій фільму. Він написав сценарну заявку, однак вона не сподобалася продюсерам картини.
- У даному фільмі відбувся кінодебют Брекин Меєра.
- В оригінальній версії сценарію головним героєм був шістнадцятирічний син Еліс Джонсон, героїні попереднього фільму. Фредді вбивав Еліс. Тарін, Джоуї і Кінкейд з «Жаху на вулиці В'язів 3: Воїни сну», загиблі від рук Фредді, повинні були повернутися як «Поліція снів» (Dream Police). У сценарії Тарін була охарактеризована як «Blade Cop», Джоуї — «Sound Cop», Кінкейд — «Power Cop». Оригінальний сценарій був відкинутий Рейчел Талалай.
- Даний фільм підсумовує все, що було знято в попередніх картинах: місто Спрінгвуд (частина 1), Фредді намагається проникнути в реальний світ (частина 2), дітлахи знаходяться в психіатричному притулку (частина 3), 3D-ефекти (частина 4), факт того, що Фредді справді мав дитину (частина 5).
- Музику до фільму написав австралійський композитор Браян Мей[en], автор музичного супроводу культових роуд-муві «Шалений Макс», «Шалений Макс 2» і повний тезка гітариста легендарної рок-гурту «Queen».